# 631
Cette page concerne l'année 631  du calendrier julien. Pour l'année 631 av. J.-C., voir 631 av. J.-C. Pour le nombre 631, voir 631 (nombre).
L'année 631 est une année commune qui commence un mardi.

## Événements
- 26 mars : abdication de Swinthila, roi des Wisigoths[1]. Dagobert, roi des Francs soutient contre le roi Swinthila, le prétendant Sisenand, gouverneur de Septimanie. Une armée franque intervient en Espagne jusqu'à Saragosse où Sisenand est couronné roi des Wisigoths. Sisenand offre 200 000 sous d’or au roi des Francs pour son soutien[2].

- Tournée de Dagobert en Austrasie. Il prend une concubine, Ragnétrude, qui lui donne un fils, Sigebert, qui est proclamé vice-roi d’Austrasie en 634[3].
- Bataille de Wogastisburg : à la suite de l’attaque de marchands francs, une expédition franque est dirigée contre le roi des Wendes (Slaves du Nord) d’origine franque, Samo, qui refuse l'allégeance au roi Dagobert. Partie de Metz, elle est renforcée sur ses ailes par les Alamans et les Lombards. Elle connaît d’abord des succès, mais Samo parvient à confirmer son indépendance après sa victoire près de Wogastis (Uhošt près de Kadaň en Bohême). Sa confédération occupe alors un territoire qui va de l’Elbe aux abords de la mer Adriatique[4].